# Sinagoga de Córdova
A Sinagoga de Córdova é um templo hebraico localizado na rua Judíos, em Córdova, Espanha. 

## História
Foi construída em 1315 (5075 do calendário judaico) em estilo mudéjar pelo arquitecto Isaq Moheb.
Após a expulsão dos judeus de Espanha em 1492, o edifício teve diversas funções: hospital, ermita e escola, até ser declarado Monumento Nacional em 1885.
Desde então passou por diversas fases de restauração até a reabertura em 1985, quando da celebração do 850.º aniversario do nascimento de Maimónides.

## Descrição
Consta de um pátio com acesso desde a rua e que dá passagem a um vestíbulo seguido da sala de oração. No lado oriental do vestíbulo uma escada comunica com a galeria das mulheres. A sala de oração é de planta quase quadrada com 6,95m x 6,37m. No lado oriental abre-se o tabernáculo, espaço reservado à Torah. O lado oposto ao tabernáculo contém um pequeno nicho com arco quebrado, onde esteve o retábulo de Santa Quiteria.
A decoração, em gesso com motivos mudéjares, perdeu-se com o tempo, até dois metros de altura, deixando à vista o tijolo original.
Não são muitos os restos de inscrições que perduraram até aos nossos dias. No Muro Sul encontramos um fragmento do Livro dos Provérbios, e nas portas observam-se fragmentos do Salmo 122. No Muro Norte encontramos versos muito completos do versículo 4 do Cântico dos Cânticos.